# Dan Johnson (político)
Danny Ray Johnson (Bastrop, 18 de octubre de 1960-Mount Washington, 13 de diciembre de 2017) fue un líder religioso y político estadounidense cuyas extravagantes afirmaciones biográficas fueron refutadas en un informe de periodismo de investigación, dos días después de la publicación del cual se suicidó. Johnson, casado dos veces y con cinco hijos, era originario de Luisiana, pero se había establecido en el área metropolitana de Louisville en Kentucky en la década de 1980. A lo largo de su vida, Johnson afirmó haber estado involucrado con muchos estadounidenses prominentes y en muchos eventos importantes de los Estados Unidos; sin embargo, más tarde saldrían a la luz pruebas que cuestionarían la mayoría de estas afirmaciones.
Después de involucrarse con el cristianismo en su juventud, Johnson viajó con misioneros en Tennessee y Sudamérica antes de fundar una controvertida iglesia en el área de Louisville a fines de la década de 1970: la iglesia Heart of Fire. Con Johnson como obispo, Heart of Fire evitó los símbolos de las iglesias cristianas tradicionales y, en cambio, a veces presentaba toples, fumar cigarrillos, el consumo de bebidas alcohólicas entre menores de edad, antiislamismo y un salón de tatuajes. Después de incendio provocado en 2000, la iglesia fue reconstruida después de que su proveedor de seguros demandara a Johnson.
En la década de 2010, Johnson se volvió políticamente activo y, a pesar de una campaña controvertida que incluyó a los líderes de su propio partido solicitando su retiro, fue elegido republicano para la Cámara de Representantes de Kentucky por el Distrito 49. Después de once meses y nueve días en el cargo, se hizo pública una exposición del Centro de Reportajes de Investigación de Kentucky; incluía muchas refutaciones de la biografía autodescrita de Johnson, así como detalles de una acusación de abuso sexual infantil en 2013. Tras negar las acusaciones de su presunta víctima, Johnson se suicidó de un tiro el 13 de diciembre de 2017.

## Vida personal
Danny Ray Johnson nació el 18 de octubre de 1960, hijo de Jerry J. y Charlene Blocker Johnson en Bastrop, Luisiana; era el hijo mediano entre las hermanas Teresa (mayor) y Rita (menor). Johnson se graduó de Bastrop High School en 1979, y se fue de casa cuando tenía 17 años.
Cuando tenía poco más de 20 años, Johnson ya había tenido un hijo, se divorció de su primera esposa — Tylia Harris, y se declaró en quiebra en Luisiana. Según su registro de arresto del Departamento de Policía del Condado de Jefferson de 1985, Johnson tenía 6 pies 1 pulgada (1,9 m) de altura y pesaba 170 libras (77,1 kg).
Johnson se casó con su segunda esposa, Rebecca Wilson (nacida el 17 de agosto de 1961) en el condado de Jefferson, Kentucky, el 14 de febrero de 1987. En 2017, Johnson residía en Mount Washington, Kentucky, y tenía cinco hijos. Johnson era conocido por su discurso de odio, sus publicaciones en Facebook y «y su burla en general hacia los afroestadounidenses y musulmanes».

## Reclamaciones refutadas
El 18 de octubre de 1985, la policía de Louisville, Kentucky, encontró a dos personas a punto de prender fuego al Cadillac Coupe DeVille 1982 de Johnson. Los sospechosos dijeron a la policía que Johnson les había pagado más de US$200 (equivalente a $566,58 en 2023) para quemar el coche. Johnson inicialmente firmó un informe policial diciendo que el vehículo fue robado, pero luego admitió haber participado en un plan de fraude al seguro: debía más de US$10 000 (equivalente a $28 329 en 2023) en el vehículo, que también necesitó miles de dólares en reparaciones. Los cargos por delitos graves y menores fueron desestimados en febrero de 1987 después de que Johnson completara un programa de desvío de seis meses. En años posteriores, Johnson dijo: «Cuando el auto desapareció, no sabía qué pasó con él. Fue destrozado».
Ante la afirmación de Johnson de haber sido el «Capellán de la Casa Blanca» de los presidentes George H. W. Bush, Bill Clinton y George W. Bush, un experto en la materia confirmó que tal cargo no existe; las tres bibliotecas presidenciales también confirmaron «no encontrar ninguna conexión entre Johnson y la Casa Blanca». El reverendo Dr. Cecil Murray de la Primera Iglesia Episcopal Metodista Africana de Los Ángeles refutó la afirmación de Johnson de establecer zonas seguras en esa ciudad durante los disturbios de Los Ángeles de 1992, no sólo en virtud de no haber visto al «predicador de cabello dorado de Kentucky» entre la gente de color que se amotinaba, sino también porque no hubo «zonas seguras» durante el incidente de seis días.
Johnson contaba regularmente cómo se apresuró a ir a la Zona Cero después de los atentados del 11 de septiembre de 2001, creó una morgue improvisada y administró los últimos ritos a las víctimas durante dos semanas. Storm Swain, profesor de teología en el Seminario Teológico Luterano de Filadelfia, autor de un libro sobre los capellanes de la Zona Cero, invalidó todos los aspectos de las afirmaciones de Johnson sobre el 11 de septiembre. En 2017, la Oficina del Médico Forense Jefe de la ciudad de Nueva York no conocía a nadie que recordara a Johnson. Las divulgaciones financieras de Johnson de 2016 y 2017 enumeraron la compensación laboral del estado de Nueva York como su única fuente de ingresos.
Johnson había afirmado, en ocasiones bajo juramento, tener un Doctorado en Teología, un Doctorado en Filosofía, y un Doctorado en Divinidad, el último de ellos de la Universidad y Seminario Teológico Kingsway en Des Moines, Iowa; Kingsway confirmó que Johnson estudió allí, pero dijo que no se graduó. En su campaña electoral de 2016, Johnson afirmó que Ted Nugent había respaldado su elección durante un mitin en el aeropuerto Bowman Field; los portavoces del músico y del aeropuerto dijeron que no tenían constancia de esto.

## Religión
Johnson señaló un milagro de la infancia como el incidente que estimuló su religiosidad: dijo que un accidente con una arma BB en su infancia lo dejó ciego en uno o ambos ojos, sus padres lo llevaron a un médico y que tenía siete años cuando su ceguera se curó milagrosamente. Durante su adolescencia, Johnson asistió a la Primera Iglesia Swartz de la Asamblea de Dios en Monroe, Luisiana; el pastor Gerald Lewis recuerda que Johnson, para quien era una figura paterna y mentor, dejó de asistir a la iglesia sin previo aviso ni explicación. Después de graduarse de la escuela secundaria a los 17 años, Johnson dejó Bastrop para trabajar con los McKeithens, un grupo misionero cristiano con sede en Nashville, Tennessee, durante dos años.
Cuando el Dr. David Fischer era pastor de la Iglesia Living Waters en Pasadena, California, escribió una carta apoyando los supuestos milagros realizados por Johnson mientras Johnson estaba en una misión de corto plazo en América del Sur. Fischer dijo en su correspondencia de junio de 1991 que Johnson había curado a un venezolano de la sordera y resucitado a un colombiano: «Habló hasta la muerte y le ordenó que se fuera».

### Iglesia Heart of Fire
Según el sitio web de la iglesia, Johnson fundó la Iglesia Heart of Fire en 1977, en 5101 Bardstown Road, siendo él mismo su obispo.
A lo largo de su vida, Heart of Fire ha generado críticas de miembros de la comunidad local y figuras policiales. Johnson frecuentemente hacía proselitismo para candidatos políticos (por ejemplo, Donald Trump) desde su púlpito, violando las condiciones del estado de exención fiscal de Heart of Fire. El racismo, el toples, el fumar cigarrillos, el consumo de bebidas alcohólicas entre menores de edad, la islamofobia y un salón de tatuajes fueron fenómenos reportados en la Iglesia Johnson's Heart of Fire a lo largo de los años. Tres veces en seis años, la iglesia fue citada por vender bebidas alcohólicas sin licencia; Después de una redada en 2009 por parte de la Oficina de Control de Bebidas Alcohólicas de Kentucky (ABC), Johnson recibió una multa US$250 (equivalente a $355,05 en 2023) a pesar de intentar convencer a la jueza Sheila Collins de que la cerveza que se había ocultado a los agentes de ABC era para los ritos de comunión.
Después de la muerte de Dan Johnson en 2017, su esposa Rebecca asumió el cargo de pastora de la iglesia. Para finales de 2023, todavía era presidenta de Danny Johnson Heart of Fire Ministries, Inc. — que operaba como Heart of Fire Church. La organización sin fines de lucro todavía estaba activa y registrada ante el Secretario de Estado de Kentucky (número de identificación 0219846) en 657 Bogard Lane en Mount Washington, Kentucky.

#### Incendio provocado
A mediados de 2000, Brotherhood Mutual Insurance Company demostró que la Iglesia no confesional Heart of Fire estaba en quiebra: los préstamos excedían con creces el valor de la propiedad, cualquier venta potencial y el potencial de la iglesia para llegar a un acuerdo. La iglesia y los Johnson también estaban en apuros financieros con «decenas de cheques sin fondos y deudas de tarjetas de crédito». La secretaria y feligresa de Heart of Fire, Michelle Cook, explicó cómo Johnson cometió fraude de seguros contra Brotherhood Mutual para ganar dinero para sí mismo.
El 12 de junio de 2000 la iglesia fue incendiada. Cuando un testigo vio un «Cadillac blanco último modelo saliendo de detrás de la iglesia sin luces encendidas [cuyo] conductor era un hombre blanco que podría haber tenido cabello rubio», Johnson, quien era rubio y propietario de un Cadillac blanco de 1995, en su lugar culpó al Ku Klux Klan, diciendo que el grupo de odio había amenazado a la iglesia. Nunca se presentaron cargos por el incendio de la iglesia. Las pérdidas se estimaron entre 1 y 1,75 millones de dólares (equivalente a unos 1.77 – 3.1 millones de dólares en 2023). Brotherhood Mutual demandó a Heart of Fire, diciendo que la iglesia había sido negligente a la luz de las supuestas amenazas; ambas partes llegaron a un acuerdo y la iglesia fue reconstruida.

#### Juicio hipotecario
En la década de 1990, el Departamento de Vivienda y Desarrollo Urbano (HUD) de la administración Clinton comenzó a ofrecer garantías de préstamos para reconstruir iglesias negras que fueron víctimas de incendios provocados. En 2003, Heart of Fire recibió el tercer mayor de estos préstamos federales por US$1 500 000 (equivalente a $2 484 443 en 2023); la iglesia usó el dinero para comprar el cancel que estaba alquilando y construir una nueva sala de reuniones-bar. En 2019, el secretario de HUD de la era Clinton, Henry Cisneros, describió la compra y construcción de Heart of Fire como no «cumpliendo con los criterios que habíamos establecido originalmente». Menos de un mes después de obtener el préstamo garantizado, y durante los siguientes 14 años, Johnson no logró que se le perdonara el préstamo. En 2009, el gobierno federal de los Estados Unidos obtuvo la hipoteca de Heart of Fire. En febrero de 2018, HUD obtuvo una orden judicial de venta para la iglesia — valorada en US$634 000 (equivalente a $755 552 en 2023) — ya que la organización sin fines de lucro tenía una deuda de más de US$2 400 000 (equivalente a $2 912 059 en 2023) con el gobierno federal. Estaba previsto que Heart of Fire celebrara una subasta el 20 de mayo de 2018 («antigüedades, electrodomésticos, muebles, piezas de Harley-Davidson y equipos de cocina comerciales»), cuyo propósito fue descrito por la pastora Rebecca Johnson de la siguiente manera:

En el año 2000 nuestra iglesia fue incendiada. Se consideró un «crimen de odio». En 2001 iniciamos el proceso de presentación de solicitudes bajo la ley aprobada por el Presidente Bill Clinton para restaurar iglesias incendiadas. Recibimos nuestra primera correspondencia el 5 de septiembre de 2001 del HUD. […] Nuestra iglesia asumió el proyecto de restauración en 2003 […]. Inicialmente se suponía que íbamos a obtener la subvención como lo hicieron todas las demás iglesias que la presentaron. Se quedaron sin dinero de la subvención y dijeron 'haganlo como un préstamo garantizado', un funcionario de HUD en D. C. dijo que obtendremos otros fondos. Eso nunca ocurrió. Esto lleva años en los tribunales intentando conseguir los fondos prometidos. Las cosas iban bien hasta que Dan murió. Dijeron que estaba muerto en papel, por lo que ninguno de los testimonios de Dan o D. C. HUD cuentan. Así que firmé con un agente inmobiliario y venderemos la propiedad para pagar la deuda y mudarnos. […] Tenemos una subasta el domingo para artículos que no necesito para pagar parte del préstamo de construcción otorgado a mi casa.

## Acusación de violación
A los ocho años, Maranda Richmond asistió por primera vez a la Iglesia Heart of Fire en 2004 con su padre. Se hizo amiga de los niños Johnson y consideraba a Dan Johnson «un segundo padre». Richmond asistió a fiestas y pijamadas que se llevaron a cabo en el edificio de la iglesia y en la casa de los Johnson; ocasionalmente, Johnson y otros adultos proporcionaban bebidas alcohólicas a los niños. Richmond dijo al Centro de Reportajes de Investigación de Kentucky (KyCIR) que fue violada por Johnson 15 días después de cumplir 17 años (la noche del 31 de diciembre de 2012); ella se había estado quedando con la hija de él en el apartamento debajo del salón de confraternidad. Al día siguiente, los dos intercambiaron mensajes a través de Facebook:
| [Johnson's daughter] Sarah said I was mean to Bo You and Her by telling you all to go to bed so sorry don’t remember I was told we all got drugged at TK’s anyway so sorry if I sounded mean, you know you are one of my favorites, love you sorry! Boaz did Great Sunday ! Your future Husband ! [La hija de Johnson] Sarah dijo que fui pesado contigo y con ella al decirles que se fueran a la cama, lo siento mucho, no recuerdo. De todos modos me dijeron que nos drogaron a todos en TK, lo siento si soné malo, ya sabes. Eres una de mis favoritas, te amo, ¡lo siento! ¡Boaz hizo un gran domingo! ¡Tu futuro esposo! Johnson | What you did was beyond mean, it was evil. Drugged or not, I think you know what happened that night and that’s why you’re sending this message. I never thought something like that would happen to me, especially by someone like you. I looked at you as a Dad, but now I sincerely hope I don’t see you again, but I might try to maintain a relationship with your kids. And there is no point in responding to this message either because I don’t want to talk about it ever again. Lo que hiciste fue más que pesado, fue maldad. Drogado o no, creo que sabes lo que pasó esa noche y por eso envías este mensaje. Nunca pensé que me pasaría algo así, especialmente de alguien como tú. Te miré como a un padre, pero ahora espero sinceramente no volver a verte, pero podría intentar mantener una relación con tus hijos. Y tampoco tiene sentido responder a este mensaje porque no quiero volver a hablar de ello nunca más. Richmond |

Richmond y sus padres acudieron a la policía en abril de 2013, pero después de no poder registrar en secreto una confesión de Johnson, el caso se cerró sin que se presentaran cargos. Richmond vio a un profesional de la salud mental en el verano de 2013 y presentó su «evaluación psicosocial, notas e informes de progreso» al KyCIR en 2017; la ex-estudiante de honores y tambor mayor en Louisville Male High School había exhibido síntomas de trastorno por estrés postraumático. Después de que KyCIR comenzó a investigar a Johnson, el Departamento de Policía Metropolitana de Louisville se acercó a Richmond y reabrió el caso a petición de ella, pero cinco meses después no había tomado ninguna medida.

## Política

### Elecciones de 2016
Johnson, quien en la década de 2010 comenzó a expresar con celo sentimientos políticos libertarios y de derecha, se postuló en las primarias del Partido Republicano para el escaño del Distrito 49 (que representa parte del condado de Bullitt, Kentucky) en la Cámara de Representantes de Kentucky; su campaña política reflejó sus ideales personales de «apoyar el derecho a poseer armas, la libertad y las causas provida». Durante una manifestación política en Heart of Fire, el cartel de la iglesia decía: «Pray To Make America Great Again» («Oren para que Estados Unidos sea grande de nuevo»). Jennifer Stepp (excongregante de Heart of Fire) originalmente ganó las primarias republicanas, pero un juez determinó que no era elegible para postularse. El comité ejecutivo del Partido Republicano del condado de Bullitt celebró una votación secreta y seleccionó a Johnson como su candidato sustituto.
En las elecciones generales para el escaño del Distrito 49, Johnson se enfrentó a la actual demócrata, Linda H. Belcher (nacida 1947 o 1948). Belcher ocupó el escaño 49 durante tres mandatos después de reemplazar a su marido en 2008. Johnson evitó su debate público a favor de hacer acusaciones en línea contra Belcher, alegando que ella («la mentirosa Linda») había instigado, entre otras acusaciones, amenazas de muerte y amenazas de bomba, había hecho doxing a los Johnson y se había confabulado con Barack Obama («el Islamócrata») y Hillary Clinton para enviar «matones de Chicago» tras la familia de Johnson. Belcher refutó las afirmaciones de Johnson, pero por lo demás llevó a cabo una campaña moderada, centrándose en cambio en su historial como representante. También durante su campaña, Johnson hizo varias publicaciones en Facebook atacando racialmente a la familia de Barack Obama, y luego se negó a retirarse de la carrera incluso tras una petición del Partido Republicano de Kentucky.
El día de las elecciones de 2016, el republicano Donald Trump recibió casi el 75% de los votos para presidente del condado de Bullitt, mientras que Johnson derrotó a Belcher por 156 votos.

### Representante
Si bien el mandato constitucional de Johnson en la Cámara de Representantes de Kentucky comenzó el 1 de enero de 2017, los legisladores no comenzaron a trabajar hasta el 3 de enero de 2017. Según su perfil en la Cámara de Representantes, era republicano y un Kentucky Coronel.
A pesar de su inconstitucionalidad en ese entonces, Johnson presentó un proyecto de ley (Ley de Abolición del Aborto en Kentucky) para ilegalizar los abortos realizados en Kentucky. Los médicos que realicen abortos según la ley propuesta podrían ser acusados de «homicidio fetal, un delito grave que puede ser castigado como una pena capital pero que no puede ser castigado con la pena de muerte». Johnson también presentó proyectos de ley relacionados con la libertad de expresión. Una de esas propuestas habría obligado a las universidades públicas a permitir la promulgación de discursos por más que sean considerados «ofensivos, imprudentes, inmorales, indecentes, desagradables, conservadores, liberales, tradicionales, radicales o desacertados». La otra requeriría que todas las computadoras con acceso a Internet vendidas en Kentucky vengan preinstaladas con un software para bloquear « obscenidad, pornografía infantil, revenge porn y prostitución». Copatrocinó con éxito un proyecto de ley que permitía a las escuelas de Kentucky ofrecer clases de alfabetización bíblica.
Al 14 de noviembre de 2017, era miembro de las comisiones de la Cámara de: Gobierno del Estado; Turismo, Pequeñas Empresas y Tecnología de la Información; Transporte; Veteranos, Asuntos Militares y Protección Pública; Elecciones, Enmiendas Constitucionales y Asuntos Intergubernamentales; y Turismo y Recreación al Aire Libre.

## Exposición y suicidio
El 11 de diciembre de 2017, el Centro de Reportajes de Investigación de Kentucky (KyCIR) publicó un informe de periodismo de investigación sobre Johnson, The Pope's Long Con («La larga estafa del Papa»), la culminación de más de siete meses de investigaciones y más de 100 entrevistas. Tanto los demócratas como los republicanos pidieron su dimisión de la Asamblea General de Kentucky . El republicano gobernador de Kentucky, Matt Bevin, calificó a Johnson de «una vergüenza», mientras que el demócrata alcalde de Louisville inició una revisión de las acusaciones de Richmond de 2013.
Johnson celebró una rueda de prensa dos días después en la Iglesia Heart of Fire donde negó las acusaciones de agresión sexual, diciendo en cambio que las afirmaciones de Richmond se derivaban de sus diferencias políticas. Esa tarde, a las 4:59 p. m., Johnson publicó una misiva incoherente en Facebook. Después de hacer ping al teléfono del asambleísta, la policía encontró su cuerpo en el banco norte del río Salt en Mount Washington, Kentucky; parado junto a su automóvil en el puente cercano, se había pegado un tiro en la cabeza con una pistola calibre .40. La hora de la muerte se registró como las 8:20 p. m.. Al día siguiente, Rebecca Johnson dijo a los periodistas: «No se puede permitir que estos linchamientos de alta tecnología basados en mentiras y verdades a medias ganen»; en Today, culpó al KyCIR («ese pequeño reportero grasiento») por la muerte de su marido. Dan Johnson fue enterrado en un cementerio de Mount Washington el 18 de diciembre de 2017.
Nominada por el Partido Republicano del condado de Bullitt, Rebecca Johnson buscó la elección para el puesto de su marido como representante estatal del Distrito 49. De los 4947 votos emitidos en las elecciones especiales del 20 de febrero de 2018, la demócrata Linda H. Belcher recibió el 68,45 por ciento; Johnson culpó al fraude electoral por su derrota. En febrero de 2018, ambas mujeres estaban registradas para las elecciones generales de 2018, aunque Johnson se retiró el mes siguiente y dijo: «Siento que puedo aprovechar mejor mi tiempo con mi familia y mi ministerio».